# Hot Hot Heat
Hot Hot Heat är ett kanadensiskt band som spelar indierock. Medlemmar i bandet är Steve Bays (sång, keyboard), Paul Hawley (trummor), Dustin Hawthorne (bas) och Luke Paquin (gitarr). 
Hot Hot Heat har varit aktiva sedan 1999, och är signerade med Sire och Warner Bros.

## Medlemmar
Nuvarande medlemmar
- Steve Bays - sång, keyboard (1999-idag)
- Paul Hawley - trummor (1999-idag)
- Luke Paquin - gitarr (2005-idag)

Tidigare medlemmar
- Dustin Hawthorne - basgitarr (1999-2008)
- Matthew Marnik - sång (1999-2000)
- Dante DeCaro - gitarr (2001-2004)
- Parker Bossley - basgitarr (2008-2010)
- Louis Hearn - basgitarr (2010-idag)

## Album
Studioalbum
- 2000 – Hot Hot Heat / The Red Light Sting (delad album)
- 2002 – Make Up The Breakdown
- 2005 – Elevator
- 2007 – Happiness Ltd.
- 2010 – Future Breeds

EP
- 2000 – Hot Hot Heat
- 2001 – Hot Hot Heat
- 2002 – Knock Knock Knock
- 2011 – Daytrotter Session

Singlar
- 2003 - Bandages
- 2003 - No, Not Now
- 2003 - Talk to Me, Dance With Me
- 2005 - You Owe Me An IOU
- 2005 - Island of the Honest Man
- 2005 - Goodnight Goodnight
- 2005 - Middle of Nowhere
- 2007 - Give Up
- 2007 - Let Me In
- 2010 - 21@12

Samlingsalbum
- 2002 – Scenes One Through Thirteen